# Министерство на икономиката на България
Министерството на икономиката (съкратено МИ) е българска държавна институция с ранг на министерство.
Ръководи се от министър, освен в периода 1986 – 1987 г., когато Стопанският съвет при Министерския съвет се ръководи от председател, който е и заместник-председател на Министерския съвет на Народна република България.

## История
За първи път се създава правителствен орган, който да ръководи цялата икономика и да се нарича икономически (или синонимно стопански) със създаването на 28 януари 1986 г. с решение на VIII народно събрание на Народна република България на Стопанския съвет при Министерския съвет, като този съвет освен функции на икономическо министерство има свръх държавни функции – да издава решения, които имат силата на актове на Министерския съвет на НРБ и да координира икономиката на страната на стратегическо равнище. Със същото решение на парламента Огнян Дойнов е избран за заместник-председател на Министерския съвет (вицепремиер) и председател на Стопанския съвет при Министерския съвет, който е преизбран на тези два поста на 24 март 1986 отново с решение на VIII народно събрание и на 19 юни 1986 с решение на IX народно събрание. С решение на IX народно събрание от 19 август 1987, Стопанският съвет при Министерския съвет е закрит и е създадено Министерство на икономиката и планирането, като за министър на икономиката и планирането е избран Стоян Овчаров и което министерство включва освен икономически функции и функциите на закритите със същото решение на Народното събрание, считано от 1 януари 1988 Държавна планова комисия, Министерство на финансите и Комитет по труда и социалното дело (последния по отношение на дейността на труда). На 17 ноември 1989 с решение на IX народно събрание за заместник-председател на Министерския съвет (вицепремиер) и министър на икономиката и планирането е избран Кирил Зарев, а на 8 февруари 1990 с решение на IX народно събрание за министър на икономиката и планирането е избран Иван Тенев. Министерството на икономиката и планирането е закрито с решение на 7 Велико народно събрание от 20 декември 1990. Създадено е през декември 1999 Министерство на икономиката с решение на XXXVIII народно събрание, чрез обединяването на съществувалите дотогава Министерство на промишлеността и Министерство на търговията и туризма.
Съществува под това име до 2005 г., когато е слято с Министерство на енергетиката и енергийните ресурси под името Министерство на икономиката и енергетиката.
От 7 ноември 2014 г. работата на Министерството на икономиката е възобновена, след като XLIII народно събрание, на основание чл. 87 т. 7 и чл. 108 от Конституцията на Република България, гласува разделянето на Министерството на икономиката и енергетиката на Министерство на икономиката и Министерство на енергетиката. С решение на XLVII народно събрание от 13 декември 2021 Министерство на икономиката се преобразува в Министерство на икономиката и индустрията.

## Наименования
- от 1986 до 1987 г.: Стопански съвет при Министерския съвет (СС)
- от 1987 до 1990 г.: Министерство на икономиката и планирането (МИП)

---
- от 1999 до 2005 г.: Министерство на икономиката (МИ)
- от 2005 до 2009 г.: Министерство на икономиката и енергетиката (МИЕ)
- от 2009 до 2013 г.: Министерство на икономиката, енергетиката и туризма (МИЕТ)
- от 2013 до 2014 г.: Министерство на икономиката и енергетиката (МИЕ)
- от 2014 до 2021 г.: Министерство на икономиката (МИ)
- от декември 2021 г.: Министерство на икономиката и индустрията (МИИ)

## Председатели на Стопанския съвет (1986-1987)
| правителство | име          | дати                         | партия | партия |
| ------------ | ------------ | ---------------------------- | ------ | ------ |
| Филипов      | Огнян Дойнов | 28 януари 1986 – 19 юни 1986 | БКП    |        |
| Атанасов     | Огнян Дойнов | 19 юни 1986 – 19 август 1987 | БКП    |        |

## Министри на икономиката и планирането (1987-1990)
| правителство | име           | дати                               | партия | партия |
| ------------ | ------------- | ---------------------------------- | ------ | ------ |
| Атанасов     | Стоян Овчаров | 19 август 1987 – 17 ноември 1989   | БКП    |        |
| Атанасов     | Кирил Зарев   | 17 ноември 1989 – 8 февруари 1990  | БКП    |        |
| Луканов 1    | Иван Тенев    | 8 февруари 1990 – 22 септември1990 | БСП    |        |

- Министерството на икономиката и планирането (МИП) е със статут по-висок от този на обикновено министерство, тъй като има функции на суперминистерство, наравно с още 4 суперминистерства (на външноикономическите връзки, на земеделието и горите, на културата, науката и просветата, на народното здраве и социалните грижи). МИП наследява функциите на бившия Стопански съвет при Министерския съвет, като освен редовни министерски заповеди има право да издава заповеди, имащи силата на актове на Министерския съвет. В качеството си на министър на икономиката и планирането Стоян Овчаров получава и ранг на заместник-председател на Министерския съвет, без да заема такава длъжност.

- Освен министър на икономиката и планирането Кирил Зарев заема и длъжността заместник-председател на Министерския съвет на НРБ.

## Министри на икономиката (1999-2005)
| правителство | име             | дати                              | партия    | партия |
| ------------ | --------------- | --------------------------------- | --------- | ------ |
| Костов       | Петър Жотев     | 21 декември 1999 – 24 юли 2001    | независим |        |
| Симеон II    | Николай Василев | 24 юли 2001 – 17 юли 2003         | НДСВ      |        |
| Симеон II    | Лидия Шулева    | 17 юли 2003 – 23 февруари 2005    | НДСВ      |        |
| Симеон II    | Милко Ковачев   | 23 февруари 2005 – 17 август 2005 | НДСВ      |        |

## Министри на икономиката и енергетиката (2005-2009)
| правителство | име            | дати                         | партия | партия |
| ------------ | -------------- | ---------------------------- | ------ | ------ |
| Станишев     | Румен Овчаров  | 16 август 2005 – 17 юли 2007 | БСП    |        |
| Станишев     | Петър Димитров | 17 юли 2007 – 27 юли 2009    | БСП    |        |

## Министри на икономиката, енергетиката и туризма (2009-2014)
| правителство | име            | дати                        | партия    | партия |
| ------------ | -------------- | --------------------------- | --------- | ------ |
| Борисов 1    | Трайчо Трайков | 27 юли 2009 – 21 март 2012  | ГЕРБ      |        |
| Борисов 1    | Делян Добрев   | 21 март 2012 – 13 март 2013 | ГЕРБ      |        |
| Райков       | Асен Василев   | 13 март 2013 – 29 май 2013  | независим |        |

## Министри на икономиката и енергетиката (2013-2014)
| правителство | име              | дати                           | партия     | партия |
| ------------ | ---------------- | ------------------------------ | ---------- | ------ |
| Орешарски    | Драгомир Стойнев | 29 май 2013 – 6 август 2014    | БСП        |        |
| Близнашки    | Васил Щонов      | 6 август 2014 – 7 ноември 2014 | безпартиен |        |

## Министри на икономиката (2014-2021)
| правителство | име              | дати                                 | партия     | партия |
| ------------ | ---------------- | ------------------------------------ | ---------- | ------ |
| Борисов 2    | Божидар Лукарски | 7 ноември 2014 – 27 януари 2017      | СДС        |        |
| Герджиков    | Теодор Седларски | 27 януари 2017 – 4 май 2017          | безпартиен |        |
| Борисов 3    | Емил Караниколов | 4 май 2017 – 24 юли 2020             | ГЕРБ       |        |
| Борисов 3    | Лъчезар Борисов  | 24 юли 2020 – 12 май 2021            | ГЕРБ       |        |
| Янев 1       | Кирил Петков     | 12 май 2021 – 16 септември 2021      | ПП-ДБ      |        |
| Янев 2       | Даниела Везиева  | 16 септември 2021 – 13 декември 2021 | безпартиен |        |

## Министри на икономиката и индустрията (2021- )
| правителство | име             | дати                             | партия     | партия |
| ------------ | --------------- | -------------------------------- | ---------- | ------ |
| Петков       | Корнелия Нинова | 13 декември 2021 – 2 август 2022 | БСП        |        |
| Донев        | Никола Стоянов  | 2 август 2022 – 3 февруари 2023  | безпартиен |        |
| Донев 2      | Никола Стоянов  | 3 февруари 2023 – 6 юни 2023     | безпартиен |        |
| Денков       | Богдан Богданов | 6 юни 2023 – 9 април 2024        | ПП         |        |
| Главчев      | Петко Николов   | 9 април 2024 – 27 август 2024    | безпартиен |        |
| Главчев 2    | Петко Николов   | 27 август 2024 – 16 януари 2025  | безпартиен |        |
| Желязков     | Петър Дилов     | 16 януари 2025 – ...             | ИТН        |        |